# Dvaasedmdesát jmen české historie
Dvaasedmdesát jmen české historie je cyklus portrétů připravený Českou televizí o dvaasedmdesáti významných osobnostech, jejichž jména jsou napsána pod okny Národního muzea v Praze (zajímavé je, že jde pouze o muže, a to nejen Čechy, ale např. proslulé vědce či vládce působící v Českých zemích a na dnešním území Slovenska). Jednotlivé osobnosti jsou představeny ve třinácti minutách pomocí dobových obrazů, citátů a vyprávění historika Petra Charváta.